# Acalypha inaequalis
Acalypha inaequalis é uma espécie de flor do gênero Acalypha, pertencente à família Euphorbiaceae.